# Castelo de Craigdarroch
O Castelo de Craigdarroch em Victoria, Colúmbia Britânica, Canadá é uma mansão da Era Vitoriana com 39 quartos, ocupando 20.000 m². Foi construída nos anos 1890 como uma residência de família para o famoso barão do carvão Robert Dunsmuir e para a sua mulher Joan. Robert morreu em Abril de 1889, mais de um ano antes de a construção acabar. Os seus filhos Alexander e James assumiram o papel de acabar o castelo após a sua morte. O arquitecto inicial, Warren Williams, também morreu antes do castelo ser terminado. O trabalho foi acabado pelo seu sócio, Arthur. L. Smith em 1890.
O castelo de quatro andares ainda tem mobiliário dós anos 1890 e é conhecido pelos seus vitrais e intrincado trabalho de madeira. O castelo actualmente pertence à Sociedade do Museu Histórico do Castelo de Craigdarroch (Craigdarroch Castle Historical Museum Society), uma sociedade privada não-lucrativa, e está aberto ao público. O castelo é uma atracção turística e recebe cerca de 150.000 visitantes por ano. O museu é acreditado pela American Association of Museums (Associação Americana de Museus).

## Galeria

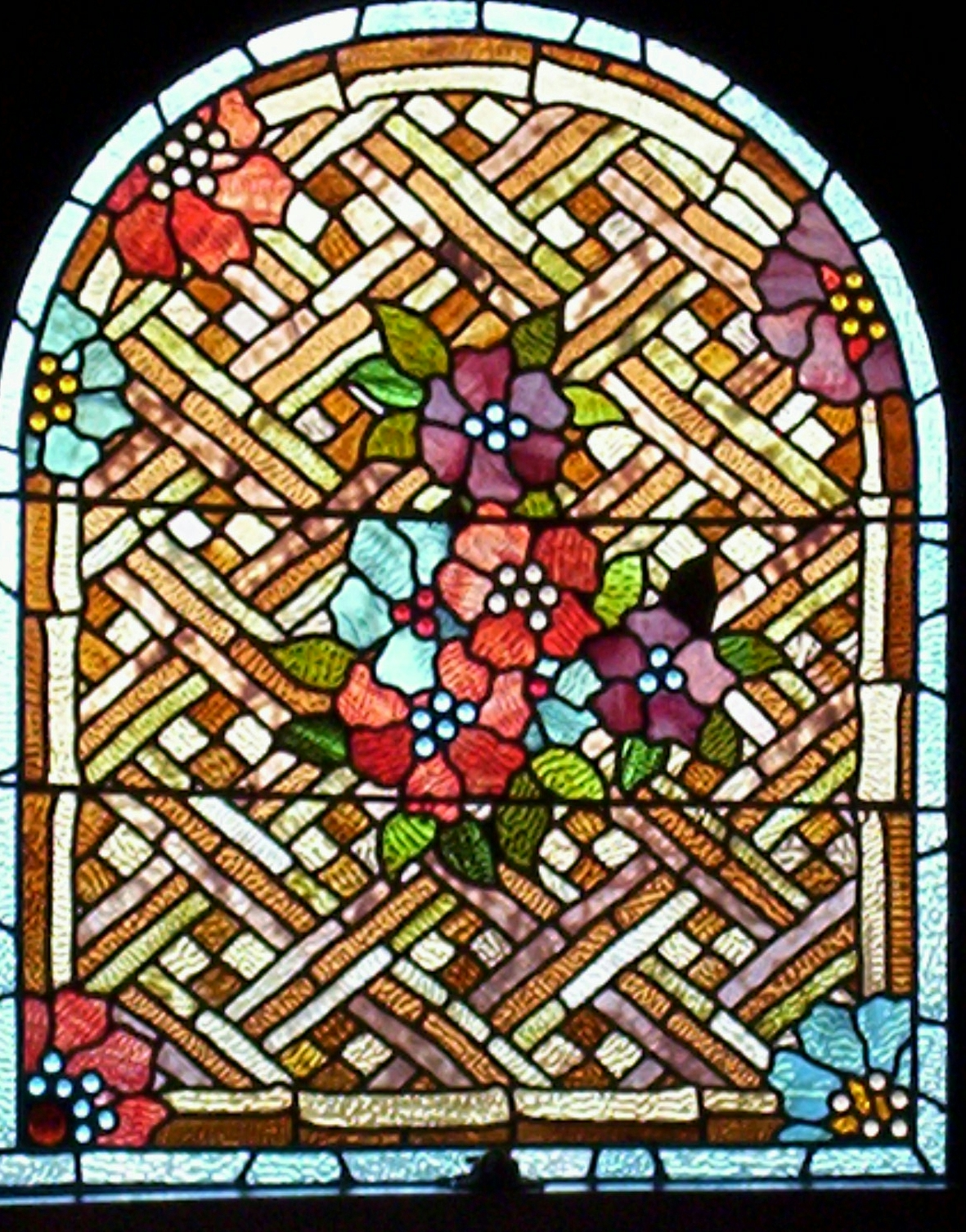
Vitral.
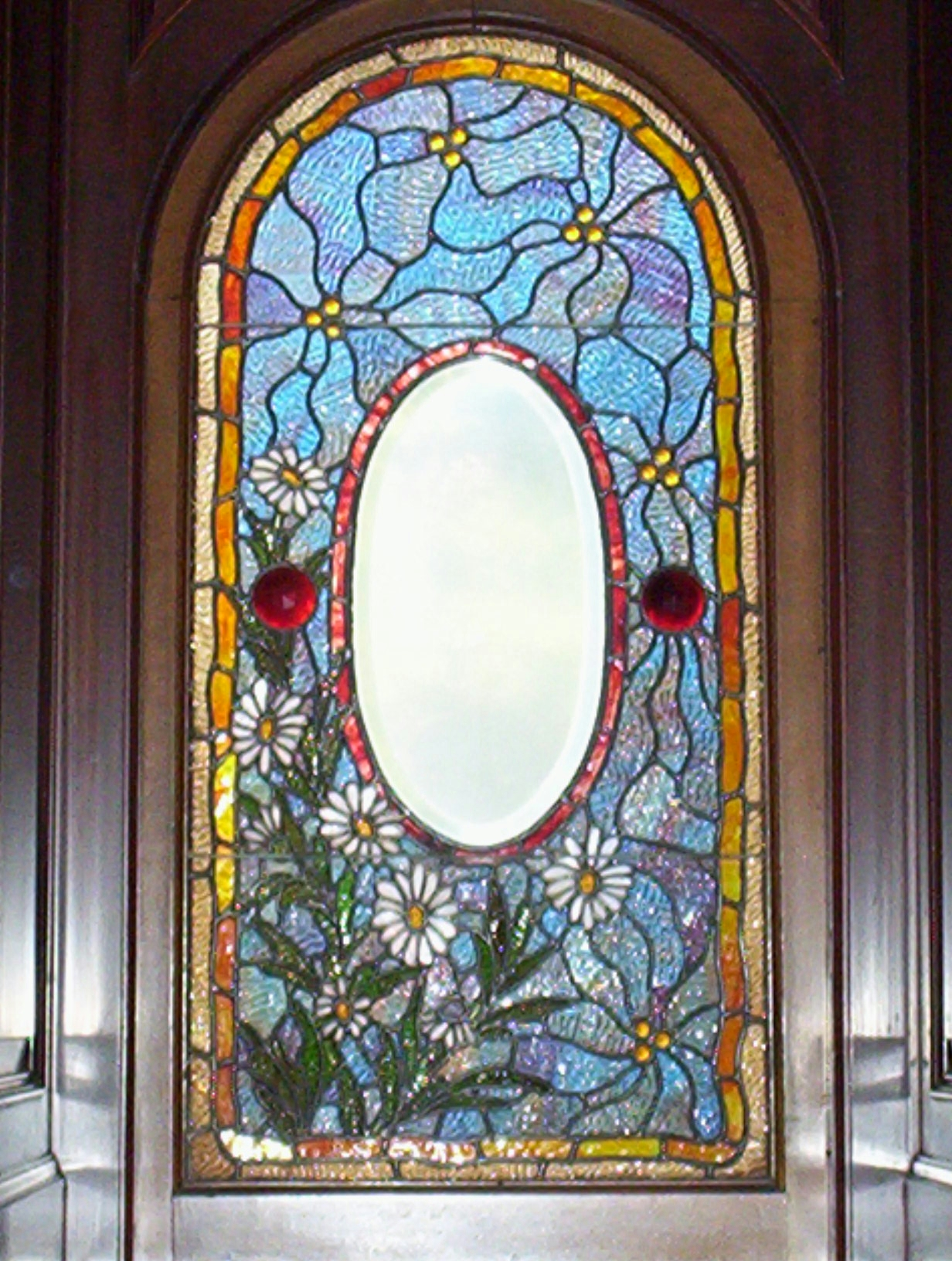
Vitral.

1. ↑  «About the Castle | Craigdarroch Castle | Victoria, BC». Craigdarroch Castle (em inglês). Consultado em 28 de fevereiro de 2024